# Bernd en Hilla Becher

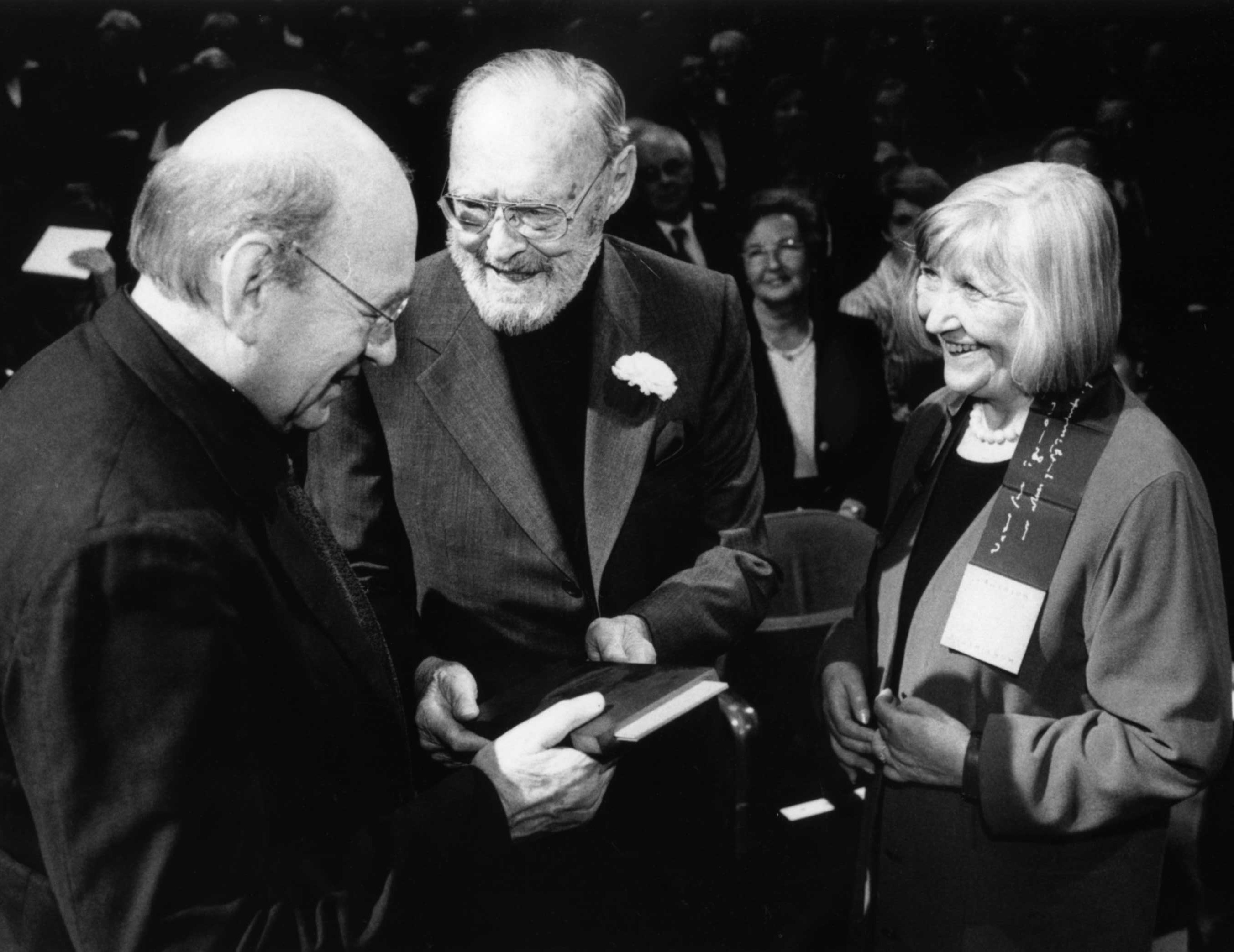
Prins Bernhard reikt Erasmusprijs 2002 uit aan Bernd & Hilla Becher

Bernd en Hilla Becher (Bernd, geboren: Siegen, 20 augustus 1931 – Rostock, 22 juni 2007 en Hilla, geboren: Wobeser, Potsdam, 2 september 1934 – Düsseldorf, 10 oktober 2015) vormden een kunstenaarspaar als fotografen. Zij stonden internationaal bekend voor hun zwart-witfotografie van vakwerkhuizen en vooral van industriële installaties zoals watertorens, koeltorens, gashouders en hijskranen en lifttorens van mijnen.

## Biografie
Bernd Becher studeerde aanvankelijk schilderkunst en typografie in Stuttgart, maar zou onder invloed van zijn echtgenote, fotografe Hilla, wereldwijd bekendheid verwerven met foto's van hoogovens, mijnkranen, gastanks en koeltorens. Dit niet vanuit het oogpunt van een industrieel archeoloog die nutsgebouwen vastlegt en catalogiseert uit oogpunt van de conservatie ervan. Architectuurhistorici interesseerden zich op dat ogenblik nauwelijks voor de ingenieursbouw. De industriearcheologen legden zich veeleer toe op het onderzoek van technische processen. De beroepsfotograaf had in die jaren niet de minste belangstelling voor zulke saaie onderwerpen als nutsgebouwen. De kunstfotograaf experimenteerde met portretten en onbestemde landschappen al of niet met grove korrel.

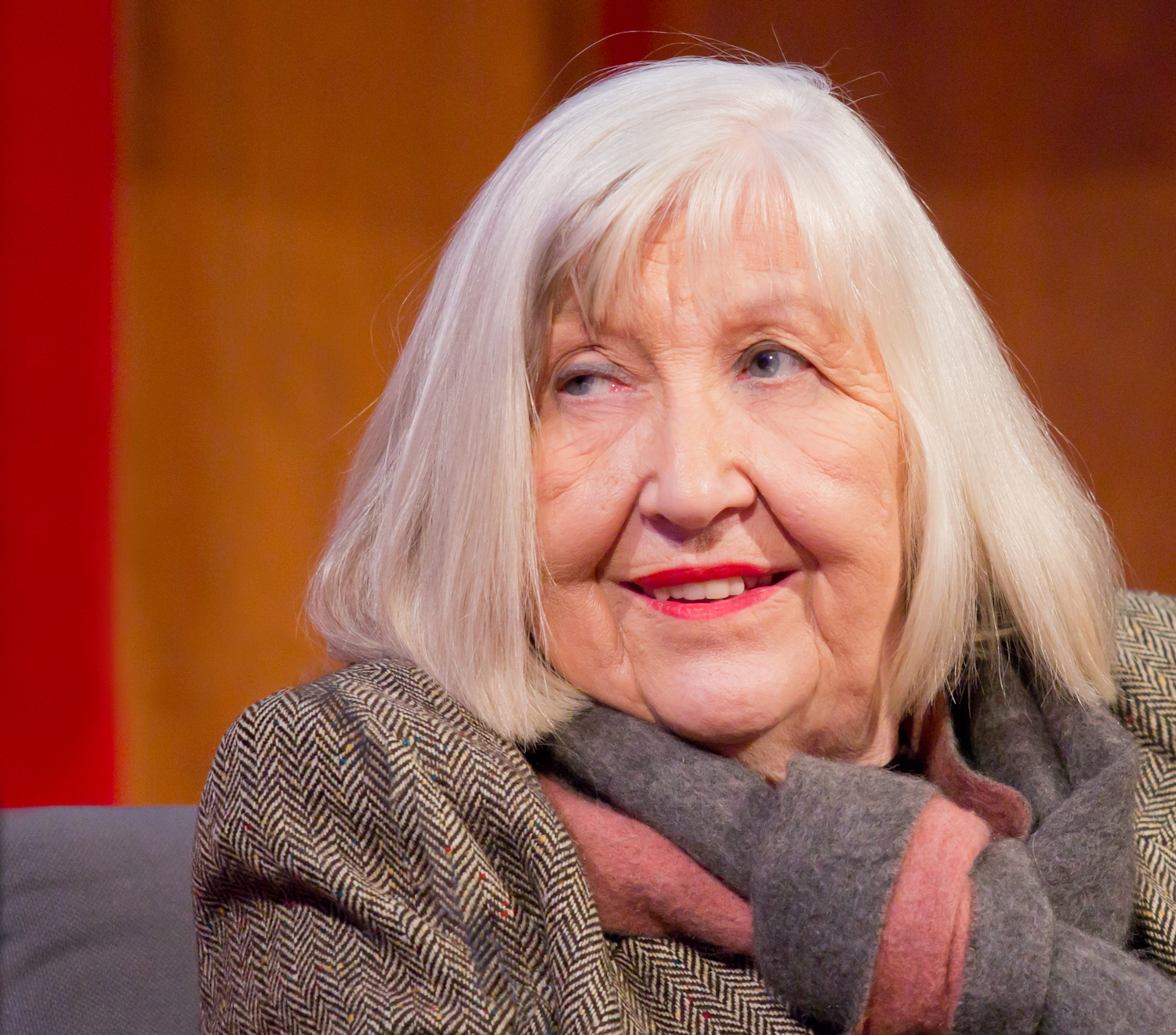
Hilla Becher (2013)

Bernd Becher maakte echter al voordat hij samenwerkte met Hilla in 1957 zijn eerste opnamen met een kleinbeeldcamera van de ijzerertsmijn Eisenhardter Tiefbau. De Bechers trokken dan vanaf 1959 samen door Europa en de Verenigde Staten om deze nutsgebouwen vrij afstandelijk en zakelijk vast te leggen met een technische camera. Hun foto's zijn opgebouwd uit reeksen van telkens gelijkaardige gebouwen telkens vanuit hetzelfde gezichtspunt genomen. Het zijn technisch perfecte haarscherpe foto's zonder enige vorm van emotie of betrokkenheid, haast in seriële monotonie. Dit systematisch registreren van industriële gebouwen op zo een grote schaal (ongeveer 200 industriële locaties) vereiste een grote discipline waarbij leesbaarheid en vergelijkbaarheid als uitgangspunt fungeerden. De neutrale foto's werden alle opgenomen bij grijzig wat betrokken weer zonder uitbundig zonlicht om oncontroleerbare slagschaduwen te vermijden. Elke vorm van toeval, subjectiviteit en interpretatie werd zo geweerd. Daarbij moesten de foto's fijn in de detaillering zijn, reden waarom de Bechers al vanaf 1961 met een 13/18 platencamera aan de slag gingen. Aldus werd de waarneming onpersoonlijk, systematisch en ontledend zonder een illustratie na te streven. Het verschil lag hem in de aard van het object als een anonieme sculptuur.

## Invloed op de fotografie en de kunstwereld
In de jaren 80 van de 20ste eeuw had hun werk grote invloed op de toenmalige (conceptuele) kunstwereld zodat zij zelfs school maakte (Düsseldorfse school) met als credo: de nieuwe zakelijkheid waarbij motieven aan bod kwamen die een vergaande abstrahering toelieten zonder hun beeld te verliezen. Bekende adepten waren fotografen als Andreas Gursky, Thomas Ruff, Thomas Struth en Candida Höfer. Zij wendden met hun fotografie dezelfde afstandelijke typologische "Bechers"-methodiek aan maar met andere onderwerpen zoals landschappen, (familie)portretten, mensen in musea of series van verlaten ruimtes in openbare gebouwen. Door deze oud-studenten werd de "Becher-Schule" in de kunstwereld vlug een begrip.

## Onderscheidingen
De Londense Tate Gallery en het Metropolitan Museum of Modern Art te New York hebben reeksen foto's van de Bechers in hun collectie. In 2002 was er een tentoonstelling in het Stedelijk Museum te Amsterdam over hun industriële fotografie. Het koppel kreeg verschillende grote onderscheidingen zoals de Nederlandse Erasmusprijs (150 000 euro) en de Gouden Leeuw van de Biënnale van Venetië.
In 2004 wonnen de Bechers de "Hasselblad Award". De jury motiveerde haar oordeel als volgt:

Bernd and Hilla Becher are among the most influential artists of our time. For more than forty years they have been recording the heritage of an industrial past. Their systematic photography of functionalist architecture, often organizing their pictures in grids, brought them recognition as conceptual artists as well as photographers. As the founders of what has come to be known as the ‘Becher school’ they have brought their influence in a unique way to bear on generations of documentary photographers and artists.